# Paul Kretschmer
Pour les articles homonymes, voir Kretschmer.
Paul Kretschmer, né le 2 mai 1866 à Berlin (Royaume de Prusse), mort le 9 mars 1956 à Vienne (Autriche), linguiste allemand spécialiste de l'origine des langues indo-européennes, de leurs relations entre elles et de leurs relations avec des langues non-indo-européennes, comme l'étrusque.
Kretschmer a enseigné à l'université de Marbourg de 1897 à 1899 avant d'occuper la chaire de linguistique comparée à l'université de Vienne, poste qu'il occupe jusqu'en 1936. Partisan de l'école néogrammairienne, il a eu une influence significative sur l'étude du grec moderne et sur celle de la géographie linguistique allemande.

## Ouvrages
Son ouvrage principal est Einleitung in die Geschichte der griechischen Sprache (Introduction à l'histoire de la langue grecque, 1896). En comparant les toponymes grecs et ceux de l'Anatolie ancienne, il parvient à la conclusion qu'une civilisation méditerranéenne non-grecque a existé en Grèce avant l'arrivée des Grecs, laissant des traces linguistiques significatives. Les découvertes de l'archéologue Arthur John Evans à Cnossos, en Crète, au début du XXe siècle, viennent corroborer cette idée.

### Articles
- (de) Paul Kretschmer, « Alakšanduš, König von Viluša », Glotta, vol. 13,‎ 1924, p. 205-213 (JSTOR 40265107)

## Sources
- (de) M. Leumann, « Paul Kretschmer 2.5.1866—9.3.1956 », Glotta, vol. 35,‎ 1956, p. 161–171 (JSTOR 40265722)